# KFBE 53–54
Die KFBE 53–54 waren zwei Diesellokomotiven des Herstellers Klöckner-Humboldt-Deutz (KHD) aus dem Typenprogramm von 1959 für die Köln-Frechen-Benzelrather Eisenbahn. Sie werden je nach Quelle der Typenreihe KHD MS 800 D oder KHD MS 850 D zugerechnet.
Die beiden Lokomotiven wurden später an die Köln-Bonner Eisenbahnen weitergegeben und in den 1990er Jahren nach Italien verkauft, der weitere Verbleib ist nicht bekannt.

## Geschichte

### Köln-Frechen-Benzelrather Eisenbahn KFBE 53–54
Die Lokomotiven gehörten zum Typenprogramm 1959 und wurden für die Köln-Frechen-Benzelrather Eisenbahn gebaut. Ihre Leistung wird mit 800 PS angegeben. Nach etwa 20 Jahren wurden sie an die Köln-Bonner Eisenbahnen weitergegeben.

### Köln-Bonner Eisenbahnen KBE V53–54
Die Lokomotiven wurden bevorzugt im Godorfer Hafen eingesetzt. Sie erhielten Rangierfunk sowie Funkfernsteuerung. Anfang der 1990er Jahre wurden beide Lokomotiven abgestellt, als MaK-Lokomotiven mit Drehstromantriebstechnik ihre Nachfolge antraten. Danach wurden sie nach Italien verkauft. Der weitere Verbleib ist nicht bekannt.

## Technische Beschreibung
Die Lokomotiven mit Stangenantrieb mittlerer Leistungsklasse gehörten zu einer sechs Typen umfassenden Reihe aus dem Typenprogramm 1959 von KHD. Die mittlere Leistungsklasse umfasste die Motorleistung zwischen 300 PS und 1000 PS. Die Bezeichnung leitete sich aus dem Schema Mittellok mit Stangenantrieb, der Motorleistung in PS und der Achsfolge D ab.
Die Vorbautenlokomotiven besaßen einen größeren Vorbau für die Maschinenanlage und einen kleineren für die Hilfsbetriebe. Sie besaßen keinen Übergang vom Führerstand zum vorderen Vorbau, der Führerstand keinen Sonnenschutz. Die vier im starren Lokrahmen gelagerten Antriebsräder der Lokomotiven waren alle seitenverschiebbar und in Beugniot-Hebel gelagert. Dadurch hatten die Lokomotiven guten Kurvenlauf bei höheren Geschwindigkeiten und konnten Kurvenradien bis 80 Metern zwanglos befahren.
Die Maschinenanlage bestand aus einem Zwölfzylinder-Zweitakt-Dieselmotor und einem Strömungsgetriebe von Voith.